# Chasing the Night
Chasing the Night – singel zespołu Ramones promujący album Too Tough to Die, wydany w 1985 przez wytwórnię Sire Records.

## Lista utworów
1. „Chasing the Night” (Busta Cherry Jones/Joey Ramone/Dee Dee Ramone) – 4:25
2. „Daytime Dilemma (Dangers of Love)” (Joey Ramone/Daniel Rey) – 4:31

## Skład
- Joey Ramone – wokal
- Johnny Ramone – gitara, wokal
- Dee Dee Ramone – gitara basowa, wokal
- Richie Ramone – perkusja

Gościnnie:
- Walter Lure – gitara
- Benmont Tench – instr. klawiszowe